# ALCO Century 420
A ALCO Century 420 foi uma locomotiva manobreira de quatro eixos com motor diesel-elétrico de 2 000 horses power (1 490 quilowatts), substituiu a anterior ALCO RS-32.

## Proprietários originais
| Proprietário                                 | Quantidade |
| -------------------------------------------- | ---------- |
| Erie Mining                                  | 3          |
| Ferrocarril del Sureste (FSRR)               | 2          |
| Lehigh and Hudson River Railway (L&HR)       | 9          |
| Lehigh Valley Railroad (LV)                  | 12         |
| Long Island Rail Road (LI)                   | 30         |
| Louisville & Nashville Railroad (LN)         | 16         |
| Monon Railroad (MON)                         | 18         |
| Mississippi Export Railroad (MSE)            | 1          |
| New York, Chicago & St. Louis Railroad (NKP) | 1          |
| Norfolk & Western Railroad (NW)              | 8          |
| Piedmont and Northern Railway (PN)           | 2          |
| Seaboard Air Line Railroad (SAL)             | 27         |
| Tennessee Central Railway (TC)               | 2          |